# War Thunder
『War Thunder』（ウォーサンダー、略称：WT）は、ハンガリーのGaijin Entertainment社が開発し、第一次世界大戦から21世紀の最新までの航空機・戦車、艦艇をテーマとする無料のMMOコンバットゲーム。2011年にサービスを開始し、Windows、Linux、macOS、PlayStation 4、PlayStation 5、Xbox One、Xbox Series X/Sでクロスプラットフォーム展開を行っている。
日本では、2016年8月にDMM GAMESにより配信が開始され、2017年4月27日には『War Thunder プレミアムパッケージ』がPCとPS4用に発売された。
また、2016年6月のアップデートでVRモードが追加され、HTC ViveまたはOculus Riftを装着した状態で航空戦と戦車戦を遊べるようになった。モバイル版のアプリ、WarThunder mobileはiOS版、Android版両方が実装されている。

## 概要
プレイヤーはアメリカ軍・イスラエル国防軍・ドイツ軍（ドイツ連邦軍・東ドイツ軍・アルゼンチン軍・カナダ陸軍含む）・ソビエト労農赤軍（ロシア連邦軍・キューバ軍・シリア軍含む）・イギリス軍（ポーランド軍・オーストラリア国防軍・ニュージーランド軍・カナダ海軍・南アフリカ国防軍含む）・日本軍（自衛隊・タイ王国空軍含む）・中国軍（朝鮮人民軍・中華民国国軍・バングラデシュ軍含む）・イタリア軍（ルーマニア軍・ハンガリー国防軍・ポルトガル軍含む）・フランス軍（オランダ軍・ベルギー軍・ポルトガル軍含む）・スウェーデン軍（フィンランド国防軍・ノルウェー軍・デンマーク軍・オーストリア軍含む）の航空機、戦車、艦艇を操作して戦闘に参加、相手陣営の航空機・戦車・艦艇などを破壊し、試合に勝利することが目的となる。艦艇での戦闘は現在アメリカ、ドイツ、ソ連、イギリス、日本、イタリア、フランスの七ヶ国が使用可能で、他の国にも対応予定である。ヘリコプターはアメリカ、イスラエル、ドイツ、ソ連、フランス、日本、イギリス、スウェーデン、中国、イタリアの10か国が使用可能となっている。
ゲームモードは主に2種類で、オンラインで他のプレイヤーと試合を行う「マルチプレイヤー」とコンピュータを相手に試合を行う「シングルプレイヤー」がある。
更に、これらは難易度が異なる5つのゲームモード（「アーケードバトル」「リアリスティックバトル」「シミュレーターバトル」「カスタムバトル」「アサルトアーケード」）に分かれている。これにより、プレイヤーの熟練度あるいはその時の気分に合わせて、カジュアル志向なアーケードからリアリティ志向なシミュレーターまでバラエティに富んだ試合を楽しむことができる。
2024年末の時点で、プレイヤーが操作可能な兵器は陸上車両1,046台、（ヘリコプターを除く）航空機1,201機、ヘリコプター94機、（ボートやフリゲートといった）沿岸用艦艇207隻、外洋用艦艇260隻で合計2,808種類もある。
また2014年には「最も多くの機体が登場するフライトシミュレーションゲーム」としてギネス世界記録に登録された(登録時点での登場機体は303機）。

## ゲームシステム
プレイヤーは任意の国の兵器に乗ることができ、陸・海・空の三つの部類に分かれている。試合のシステムは基本的にPVPのチーム戦であり、参加人数は試合ごとに変化する。敵味方の人数は基本的に均等に割り振られるため数的不利になることはほとんどない。フレンドとチームを組むこともできるが、非フレンドのプレイヤーとチームを組むことは必須となっている。
陸・海・空共通で、試合をプレイし報酬を貰って兵器の開発を進める必要がある。報酬の量はゲームモードによって変わり、アーケードバトルは最も少なく、次いでリアリスティックバトル、シミュレーターバトルの順で報酬量が増える。

### ランク
兵器は航空機がランクIからランクVIII（ヘリコプターはランクVからランクVI）、陸上兵器がランクIからランクVIII、海上兵器はランクIからランクVまでに分かれており、それぞれ最初はランクIから始まる。そのランクの兵器を一定数開発することによって次のランクの兵器を開発できるようになり、最終的に空軍はランクVIII、陸軍はランクVIII、海軍はランクV、ヘリコプターはVIIまで手に入れることができる。ランクIは、戦間期から第二次世界大戦開戦劈頭の兵器が主だが、ランクV以降は、大戦後半から湾岸戦争頃までのジェット機や、戦後第二世代の主力戦車（MBT）や第三世代MBTも含まれるようになる。このランクは、基本的に兵器開発の歴史的経緯に沿ったものとなっている。ランクVIIは2021年現在、1960年頃から2020年制式化の陸上兵器及び、1950年頃から1970年代制式化の空対空ミサイルを装備できる戦闘機が実装されている。しかし海軍に関しては例外で第二次世界大戦頃の艦船が配置されるランクIIの時点に海上自衛隊のちくご型護衛艦やPG02といった戦後艦がミサイルなどをオミットした状態で実装されている場合がある。なお、2025年現在実装されている兵器において最も制式年が新しいものは自衛隊で2024年に制式化された24式装輪装甲戦闘車である。

### バトルレーティング
兵器はランク分けされているが、これとは別に「バトルレーティング（BR）」という数値が存在する。これは、武装の強さ、性能の良し悪しなどをゲーム上の強さに合わせて数値化し、マッチングの際の計算に使用することによって、対戦する兵器間の戦闘力の格差を減らせるようにするための数値である。ランク及びツリーの開発順はめったに変更されることが無いのに対して、BRは比較的頻繁に変更される。そのため、ツリーの開発順では後になっている兵器が、その前の兵器よりBRが低く設定されている、という事も多々ある。このBRによって、戦中と戦後の兵器が同じ戦場に会するということも起こり得る。

### 兵器開発
兵器を開発するには「リサーチポイント（RP）」が必要になる。このポイント及びゲーム内通貨の「シルバーライオン（SL）」は、主に戦闘によって獲得できる。兵器開発の為のRPは、その兵器が属する国・ツリーの兵器であればどれを使用してもその開発分に加算される。たとえば、Ju87R-2を開発するために使用できる機体は、ドイツの航空機であればどれでもよく、仮に開発済みであるならば、Ju87R-2よりランクが高いFw190A-1やMe410を使用してもJu87R-2の開発は進められる。ただし、開発しようとする兵器の直前の兵器は加算されるRPにボーナスが付き、逆にあまりにもランクが離れた兵器で開発しようとすると（たとえばランクVのMe262の開発中にランクIのHe51を使用してRPを獲得する場合など）ペナルティが課せられ、RPの獲得値が少なくなってしまう。そのため、出来るだけランクなどが近しい兵器で開発した方がその進行は早い。
空軍は戦闘機、攻撃機、爆撃機など航空機のみ、陸軍は戦車・対戦車自走砲・自走式対空砲など戦闘車両のみといった分類がされている。例えば、アメリカのP-47は史実では「アメリカ陸軍航空軍」の戦闘機だが、War Thunderでは「空軍」の開発ツリーとなる。
また、War Thunder内での兵器の分類名がWar Thunder内での性能によって決められるため、史実と異なる分類になる場合がある。例えば、ソビエト連邦の航空機Pe-3は史実では「重戦闘機・夜間戦闘機」だったが、War Thunderでは機体の特性上「攻撃機」に分類されている。
開発を完了した兵器はSLを支払うことによって購入できる。兵器の購入は台数制限が無く、ガレージを圧迫することは無い。

### 改造
開発が完了し購入した兵器も、改造することによって性能を向上させることが出来る。速度や運動性など機体性能の向上はもちろん、より威力の高い弾を装填できるようになったり、爆装量の増加や魚雷など特殊な兵装を装備できるようになる。この改造のためのパーツは兵器ごとに個別に設定されており、大半が「エンジン」「ラジエーター」「サスペンション」といった概念的なもので、基本的に固有の部品名を持たない。一部固有の部品名を持った改造パーツはあるが、他の兵器と共用はできない。例えば、T-34 1941年型とT-34 1942年型のどちらにも、「BR-350B（MD-8 fuse）」という砲弾があるが、1941年型でこの砲弾をアンロックしても、1942年型のこの砲弾はアンロックされない。また、改造のために必要なRPは兵器開発の為のRPとは別に計算され、改造したい兵器を使用しなければRPを獲得できず開発することができない。

### 搭乗員
購入した兵器を実際に使用するには、その兵器に搭乗する「搭乗員」を選択する必要がある。この搭乗員は、複数人をひとまとめにした組のようなもので分けられており、この組単位で能力値変更や訓練を行う。組の一部搭乗員のみの入れ替え（例：A組の操縦士とB組の操縦士を入れ替える）はできない。ただし、搭乗員は兵器の扱いの制限が無く、一国家に限り全兵器を扱わせることも可能である。この搭乗員の組数が、一試合に参加させ得る兵器種の上限となる。
搭乗員の能力値の上昇は、戦闘によって獲得したポイントを割り振ることによって行う。どの搭乗員の「組」もすべての兵器に対応できる構成となっているため、例えば「この組は戦闘機にしか乗せない」と決めた場合には不必要な能力項目も存在する。そういったことも考慮しながら能力値を割り振ることにより、組ごとの「特色」を形作っていくこととなる。

## 戦闘
試合は、別節にて詳述する複数のゲームモードから一つを選んで参戦する。一つのゲームモードで行われる試合形式は複数あり、試合形式やマップはランダムで選ばれる。試合開始の前には、マップと試合形式の簡単な解説が表示され、その後、実際に試合に出撃する兵器及び兵装、その他いくつかの設定を選択して出撃する。
このゲームは、機体全体としてのヒットポイント制は採用しておらず、各部位やモジュールが受けた個々のダメージなどを考慮して撃破を判定している。
具体的には、空戦においては、以下の状態を相手の航空機に与えれば撃墜となる。
- パイロットの戦闘不能
- 主翼の致命的な破壊（翼端のみ破壊の場合は撃墜とはならない）
- 胴体の折損
- 火災や爆発などによる航空機の致命的な破壊

また、ダメージを与えた機体が何らかの要因によって地面・水面や地形・建物などへ激突したり、敵プレイヤーが自身の意思によって機体から離脱したりすると撃墜扱いとなる。ただし、航空機同士の衝突によって破壊された場合は、キルアシストが入るほどのダメージを入れた状態で自機と衝突した場合、キルが入る。
更にシビアダメージと言うシステムが追加されて、共同撃墜のようなシステムになっている
陸戦においては、以下の状態を相手の車両に与えれば撃破となる。
- 弾薬庫の爆発
- 燃料タンクの爆発
- 戦闘可能な搭乗員が必要最低人数未満になる

なお、上記以外のモジュール破壊では車両を撃破する事は出来ない、すなわち、いくらエンジンや変速機や履帯を破壊しようとも、火災などが起きない限り、車両は撃破されない。したがって、たとえ車両が転倒して走行装置が接地せず走行が不能な状態になったとしても、モジュールが無事であれば、撃破（喪失）扱いとはならず、味方の救援によって戦闘に復帰する事も可能である。逆に、走行や射撃に関するモジュールが無傷だったとしても、運悪く多数の搭乗員が戦闘不能になっただけでも撃破されてしまう事もあり得る。
海戦においては、以下の状態が撃沈判定となる。
- 弾薬庫、魚雷などの誘爆によって一定以上のダメージを負う
- 全人員の戦闘不能
- 爆弾、魚雷、その他砲弾の攻撃による船体崩壊
- 陸に座礁又は衝突などにより転覆した場合、規定時間以内に復帰できなかった場合
- 排水が追い付かず浸水による沈没

座礁や転覆は自分の過失であった場合は敵の撃沈判定にはならず自爆扱いとなる。又、海戦は航空戦、戦車戦と違い人員は%で表示される（厳密にいえば小型艇は数人から数十人、駆逐艦や巡洋艦は数百人の史実通りの乗員が決められており、そこから100%として開始される）。
艦船によっては副砲や対空機銃が艤装されており主砲、副砲、対空兵装と分けられている場合はプレイヤーは必要に応じて攻撃手段を切り替えることができ、自分が担当していない兵装はAIが自動的に射撃する。また、海戦は「リスポーン制＋ポイント制」となっており航空機ツリーからプレイヤーが現時点で開発が完了している航空機を「海戦用デッキ」に組み入れることで、ポイントに応じて使用することができる（これとは別に航空機を開発していないプレイヤーとの格差をなくすためにBR帯に見合った固定航空機が用意されており、開発していないプレイヤーはそちらを使うことができる）。
また、陸戦と違い消火器などに使用制限はないが、搭乗員の人数次第では修理や排水、消火が出来なくなる場合がある。

### デッキ
別節にて詳述する「アーケードバトル」や「陸戦リアリスティックバトル」及び「シミュレーターバトル」においては、複数の兵器を一つの試合に参加させることが基本となるが、この一揃えの事を「デッキ」と通称する。試合のマッチング計算にはこの「デッキ」に含まれる兵器全てのBRが考慮されるため、極端に兵器間のBR格差があるデッキでは、低BRの兵器にとって非常に厳しい戦場に送り込まれる可能性があり、デッキの構成には注意を払う必要がある。

### 修理
後述の制空ルールを除く全ての試合で行える。
航空機
飛行場に着陸することによって機体を完全な形に戻すことができる（機体にとって致命的な破損を負っているとたとえ着陸できたとしても修理不可となる）。また、試合中の武装変更も修理後に行うことができる。
戦車
修理キットを開発することによって修理が可能になる。ただ、修理後は完璧の状態になるわけではない。また、自軍のキャプチャーポイントならば修理キットを開発していなくても修理することができる。味方の修理を手伝って修理時間を短縮することもできる。
艦船
戦車と同じく修理キットを開発することにより修理が可能になる。しかし完璧な状態になるわけではない。艦船によっては隔壁や弾薬庫改良など開発することである程度損傷に対し耐性を持たせることができる。味方の修理を手伝って修理時間を短縮することもできる。

## ゲームモード
マルチプレイヤーモードは大きく「航空戦」と「陸上戦」そして、「海戦」に分かれている。

### 航空戦
戦闘機、攻撃機、爆撃機などの航空兵器で戦闘を行う。
地上攻撃（グラウンドストライク）
車輌、艦船、その他地上目標あるいは敵基地を撃破する。目標撃破によって「チケット」と称されるポイントが減少していき、チケットが0になると敗北する。リアリスティックのほとんどがこのモード。
支配（ドミネーション）
1つ、もしくは複数設置された飛行場を奪い合う。占領数によってチケット減少の有無が決まり、占領している飛行場が少ない陣営のチケットが減少していく。
制空（エアストライク）
1つの空域を占領するべく、大規模な空中戦を展開する。勝敗に関わる地上目標や機体を修理できる飛行場は登場しない。
前線（フロントライン）
前線に大量に設置された地上目標及びプレイヤーの機体を撃破する。
永久対立（愛称なし）
非常に長時間の戦闘が行われる。目的は基地の撃破・敵航空機の撃墜など様々で、一定数のポイント獲得及び時間切れまでこれを続ける。参加可能な機体のBRの下限上限が指定されており、上限に近い機体ほど使用可能になるまでのクールタイムが長い。復活回数は無制限だが、出撃するごとにSLを消費する。この航空戦への参加・離脱は自由。離脱すると即座にリザルトが表示され、SLとRPが獲得できる。

### 戦車戦
戦車、駆逐戦車、対空車両などの陸上兵器で戦闘を行う。加えて、一定条件下で航空機を操作できる。
ドミネーション（支配）
3つのゾーンを占領する。相手のチケットを0にした陣営が勝利となる。占領数によってチケット減少の有無が決まり、占領しているゾーンが少ない陣営のチケットが減少していく。車両の撃破によってもチケットが減少する。
コンクエスト（制圧）
ドミネーションが3つのゾーンであったのに対し、こちらは1つの取り合いである。相手のチケットを0にした陣営が勝利となる。占領によってチケット減少の有無が決まり、占領していない陣営のチケットが減少していく。車両の撃破によってもチケットが減少する。
バトル
互いに最初からゾーンを保有しており、相手陣営の保有するゾーンを占領することが目的となる。コンクエストと比べてゾーンの占領に時間がかかるが、占領が終わった際のチケット減少が速い。

### 海戦
魚雷艇、フリゲート艦、駆逐艦、巡洋艦、戦艦などの水上艦艇で戦闘を行う。加えて、一定条件下で航空機を操作できる。
ドミネーション（支配）
3つのゾーンを占領する。相手のチケットを0にした陣営が勝利となる。占領数によってチケット減少の有無が決まり、占領しているゾーンが少ない陣営のチケットが減少していく。敵艦の撃破によってもチケットが減少する。
コンクエスト（制圧）
ドミネーションが3つのゾーンであったのに対し、こちらは1つの取り合いである。相手のチケットを0にした陣営が勝利となる。占領によってチケット減少の有無が決まり、占領していない陣営のチケットが減少していく。敵艦の撃破によってもチケットが減少する。
バトル
互いに最初からゾーンを保有しており、相手陣営の保有するゾーンを占領することが目的となる。コンクエストと比べてゾーンの占領に時間がかかるが、占領が終わった際のチケット減少が速い。

### チュートリアル
航空機・戦車・艦船の基本操作から、離着陸、爆撃、雷撃、急降下爆撃、空中戦、空母への発着艦などのゲームをプレイするにあたって必要な知識を一通り学ぶ。

### カスタムバトル
マップ、天候、難易度、ゲームモードなどを自由に設定し、セッションを立ててプレイする。

### シングルミッション
あらかじめ用意されたミッションをプレイする。プレイできるミッションを増やすには特定の条件をクリアする必要がある（例えば、アメリカのジェット機を用いるミッションならば、アメリカのランクVを一定数所持している必要がある、など）。ミッションによってはCO-OP(協力)モードが可能。

### ダイナミックキャンペーン
かつて実際に起こった戦いを基に、陣営、西暦、勝利条件、難易度を設定してプレイする。史実ではあり得ない内容もある（戦い自体が1946年でも終わっていない、など）。

### ユーザーミッション
ユーザーが製作したミッションをプレイすることができる。製作したユーザーミッションは公式コミュニティで公開することができ、それをダウンロードしてプレイすることもできる。

### アサルトアーケードバトル

#### 空戦
全ての国、全てのランクの空軍ツリーの爆撃機を除いた全ての車両が使用可能。各種マップでアメリカ軍、ドイツ軍、ソビエト連邦軍、大日本帝国陸軍などのAIが陸上兵器、航空機でプレイヤーおよびプレイヤー陣営の地上基地を攻撃してくる。そのため、プレイヤーはそれらを退けることが任務となる。また、リスポーンはSLを消費する。

#### 陸戦
全ての国、全てのランクの陸軍ツリーの車両が使用可能。各種マップでアメリカ軍、ドイツ軍、ソビエト連邦軍、大日本帝国陸軍などのAIが基地を強襲してくる。なのでプレイヤーはそのAIを撃破し、基地を援護することが任務。またリスポーンはSLを消費する。

## 難易度

### アーケードバトル（AB）
自由な国籍・兵器で参加が可能。チーム分けは国籍が混在して行われる。
空戦
空気力学がデフォルメされており、簡易な操作で遊ぶことが可能。通常RBでは速度に注意してギアやフラップを出す必要がある。だが上記にもある通り、空力学が簡略化されているためにスピードを関係なくギアやフラップの展開が可能になる。敵機の進行方向に見越し点が表示されるため射撃が容易であり、弾薬を消費してもリロードボタンを押すか、あるいは弾切れ時に一定時間後に自動補充される。爆弾照準円が表示され爆撃が容易などフライトシューティング初心者でも気軽に楽しめる。また、撃墜後も別の機体に乗り換えて同じ戦場に再び出撃できる「リスポーン制」が採られており、「短時間で撃墜されて後は観戦しかできない」「上手なプレイヤーが撃墜された後は圧倒的に不利となる」という事態が防止され、最後まで予断を許さない試合展開が多くなっている。
陸戦
加速や旋回などが操作しやすくデフォルメされており、ストレスなく遊ぶことが可能。敵味方問わず、車両のプレイヤーネームや車種、対象車両までの距離などが表示される。味方車両及び発見された敵車両は常時ミニマップに位置が表示されるため、敵味方位置の把握も容易となっている。また、砲弾がどの地点に飛んで行くかがわかる「アシスト照準」と赤,黄,緑で判別可能な「装甲貫通ゲージ」が表示されるため、照準が容易になっている。敵撃破などの特定条件を満たすと航空機に乗ることができ、上空からの攻撃で防御の厚い車両を撃破する事も可能である。そして、空戦と同じく「リスポーン制」が採られており、最初の車両を含めた計三回出撃することができる。

### リアリスティックバトル（RB）
自由な国籍・兵器で参加が可能。チーム分けは国籍別に行われる。米英仏ソ)だが、アーケードバトルのようにミックスマッチになる事が多々ある。
空戦
ABよりもやや操作感覚が実機に近く、消費した弾薬は飛行場や空母などに帰還しない限り補充されない。空中から出撃可能なABとは異なり、飛行場や空母から離陸・発艦して出撃する事も多い。機体強度を超える機動や速度を超過した場合、機体が分解する。搭乗可能なのは「格納庫画面で選択している」一機種のみで、墜落した場合は再出撃できない。
陸戦
ユーザーネームなどは味方しか表示されず、射撃を当てるかランク2以上の軽戦車で使用出来る"偵察"機能を使わない限り敵位置がミニマップに表示されないため、ABと比べて敵の動きの把握がかなり難しくなっている。アシスト照準や装甲貫通ゲージは表示されず、プレイヤー自身の腕により照準を行うことなる。そのため、遠距離の敵車両を射撃する際の難易度が高くなっている。試合で活躍すると「スポーンポイント」が貯まり、それを消費することで再出撃が可能である。ただし、必要なスポーンポイントは撃破される度に大きく増加するため、多数の車両を揃えてもすべての車両を出撃させる事は難しい。また、航空機をデッキに含めた状態でも試合に参加できるが、航空機は必要スポーンポイントが多く最初の出撃兵器として選択できない。

### シミュレーターバトル（SB）
ゲームによって参加可能な国籍・兵器が指定されており、それ以外では参加できない。指定国籍・兵器は数日ごとに変更される他、空戦に限ってプレイヤー自ら参加可能な国籍・BR・マップ及びルールを指定してルームを作成し、既成のルームも合わせた中から好きなゲームを選んで参戦することが出来る。
空戦
フライトシューティング色は薄れフライトシミュレーションに最も近づく。AB・RBとは操作が全く異なり、マウスポインタ追尾による自動飛行機能が封印され、プレイヤーが直接航空機を操縦する。反トルクの影響が強くなり、挙動が不安定な機体はスピンしやすく、繊細な操作が必須となり難易度は高い。ジョイスティックでの操作が勧められるが、フラップやエンジン管制などの細かい調整も求められるため、スイッチ数によってはキーボードの併用が必要。マウスとキーボード、ゲームパッドでも操作は可能。視点はコックピット固定となり敵味方を識別するインターフェースも一切なく、マップにも表示されない。敵味方関係なく攻撃が通用するため、注意が必要である。また熱誘導式の空対空ミサイルにロックオンされた旨も表示されないため、突如としてミサイルに撃墜される可能性もある。視線を操作し、高速機動中や遠距離でも敵味方を識別できる能力が求められる。見越し点や爆撃照準円、ミサイルのロックオン範囲も表示されず、射撃や爆撃を命中させるのはプレイヤーの知識と経験が頼りである。
陸戦
視点が車長視点(キューポラから頭を出しているような視点)と照準器視点 ドライバー視点のみになる。空戦同様ユーザーネーム等は全く表示されず、敵を視認して味方以外を攻撃するなどの判断が必要になる。また航空機の参加も可能であり、試合の行方を左右する重要な一手となっている。

## その他

### 課金について
完全基本無料であり、課金すること無くプレイし続けることも可能である。プレイヤー自身の知識や経験、戦術、チームメイトとの連携がより重要であるが、特に高ランクのゲーム内経済や搭乗員の熟練度は課金する事で時間を大幅に短縮できるため、費やせる時間が同じであれば課金の有無で前述の"プレイヤー自身の経験"には差が出る仕組みとなっている。また、課金専用の兵器、陸戦のリアリスティックバトルにおけるカモフラージュなど、戦闘において有利になる要素が存在する。なお、この記事では「課金専用弾といった戦闘に有利になるアイテムは一切存在せず、」と記載されていたが前述の通り存在するためこれは誤りである。
一部の航空機や戦車、パーツ、プレミアムアカウントなどの購入には「GE（ゴールデンイーグル）」と呼ばれるゲーム内通貨が必要となる。GEは、クレジットカードやプリペイドカード、PayPalなど、任意の方法でDMMポイントを購入し、そのポイントを変換する形で入手できる。
現実世界の通貨で購入できる「スターターパック」も販売されており、プレミアム機体と数日分のプレミアムアカウント、GEがセットになっている。前作『蒼の英雄』の日米太平洋戦争キャンペーンの本作移植版も販売されている。
5月と8月の戦勝記念日が近づくと、連合国の機体がディスカウントされる。

### アカウント・サーバ
ゲームアカウントは全世界で共通である。
試合サーバは「EU（ヨーロッパ）」「CIS（独立国家共同体）」「SA（南アジア）」「NA（北アメリカ）」の4つだが、全サーバを横断してゲームマッチングが行われるため、極めて短時間でゲームが開始される。また、任意でサーバを選択することも出来る（SA、EUサーバのみなど）。
2017年10月にシンガポールにあったSAサーバーが日本・東京都に移動された。

### 言語対応
基本言語は英語もしくはロシア語であるが、現在では日本語をはじめ、複数の言語に対応している。オプションから変更が可能である。

### 海軍について
2018年10月24日より、オープンベータテストが開始された。当初は魚雷艇や駆逐艦といった小型艦を中心に実装される予定であったが、多数のユーザーのフィードバックに応え、重巡洋艦や装甲艦などの大型艦も実装された。当初はアメリカ、ドイツ、ソ連、イギリス、日本海軍が実装済であったが、イタリア海軍もベータテストを経て、ver1.99にて実装された。
また、ver2.1.0"New Power"において、イタリア海軍を除く海軍に弩級戦艦や巡洋戦艦が実装され、ver2.3にて日本海軍に超弩級戦艦「日向」が実装された。
ver2.15!Wind of Change"では金剛型戦艦一番艦「金剛」が第二次改装後の姿で実装されている。2.21 ''Fire and ice''では扶桑型戦艦一番艦「扶桑」が最終形態の姿で実装されている。またver2.25"Sky Guardians"にてフランス海軍が実装された。

### Live WarThunderについて
ユーザーが個人で作成したユーザーミッション･ユーザースキン･照準器などをサイト上で公開し他のプレイヤーがDLすることでプレイできるようにするシステムである。
評価が高いと実際にゲーム内でGEでの販売がされ、購入すると作成者にも利益がある（2018年現在、日本国内ユーザーはできないが、Gaijin Marketにて更に多数の塗装が取引されている）。
ユーザーミッションでは史実に沿って作られたミッションや架空戦記を体験することができる。
ユーザースキンはつけた本人しか確認できないが、アニメや漫画などのキャラクターや実際に活躍された方の搭乗機塗装などを自分の搭乗機体のみ選択可能である。
（ファイルは~\WarThunder\UserMissions/UserSights/UserSkinsのフォルダを作り、その下にDLしたファイルを解凍して入れることで利用可能になる）

### Gaijin Market
Gaijin Marketはユーザー間で相互にアイテムの売買ができるサービス。利用にはGaijin Coinという特殊なゲーム内通貨を購入する必要がある。また、将来的にはGaijin CoinをGEや課金アイテムなどの購入に使用できるようにする計画である。
2024年現在、日本国内のユーザーは利用することが出来ない。

### 販売権利
War Thunderの販売権は海外ではSteamが獲得したが、日本では先にDMMが獲得したため、日本からプレイ・アクセスする場合はDMMを通す必要がある。

### 機密情報漏洩事件など
このゲームには全てのプレイヤーがゲームについて話し合うことができるフォーラムが存在し、「機密ではなくなっている文書」などを投稿することでゲーム内の性能の変更要請などを行うことができる。だがこのフォーラムにおいて、2021年に英国にて現役のMBTである「チャレンジャー2の車長」を名乗る人物が「現在でも機密である文書」を投稿。Gaijinは即座に投稿が行われたチャンネルを凍結し、英国に機密文書の可能性があると連絡、実際にそれは機密文書であったため当然削除されるとともに、その機密であったデータをもとにした性能変更が少なくともそのデータが公開されるまでは行えなくなってしまうというフォーラムの存在意義とは逆の結末を迎えてしまった。
そんな上記の事件があったにもかかわらず、同年10月には二回目の機密文書の投稿事件が発生。二回目はフランスの現役MBTである「ルクレールの車長」を名乗る者が再び本物の機密文書を公開した。その時もフォーラムにおいて即座にチャンネル凍結とデータの削除が行われたがやはりそのデータを実際のゲームに反映することが公開されるまで不可能になってしまった。2022年にも中国人民解放軍の戦車に使用されている砲弾の図面の情報が流出し、2023年にもアメリカ空軍で使用されているF-16の「フライトマニュアル」が流出した。
他、War Thunderのフォーラムでは、中国の99式戦車、ユーロコプター・タイガー、F-16、F-15E、F-117、ユーロファイター・タイフーン、AH-64Dアパッチ・ロングボウなどの機密情報漏洩事件が起きているとされる。
ウクライナの親ロシア派勢力のビデオにこのWar Thunderのロゴが登場し、一時資金提供をしているのではないかなどの噂がたった。

## 評価
フリーライターの佐藤カフジはweb媒体Game Watch内の連載にて、操作が簡単な「アーケードバトル」を搭載したことによって万人が楽しめるものになっていると同時に、リアルなダメージモデルなど基本的な部分は本格派のシミュレーションゲームのままなので、他のゲームよりも時間をかけた頭脳戦に比重が置かれていると評価した。また、佐藤はVRモードでの航空戦についても、飛行する時の気持ちよさと楽しさを味わえると評価した。
一方で佐藤はVRモード時の解像度の低さを指摘。航空戦については「コックピット内の計器をはっきりととらえられない程度の視力」にたとえ、戦車戦についてはユーザインタフェースがプレイヤーの正面を見た時の視界の外にあり、レーダーなどを確認するために頻繁に首を振る必要があると指摘した。